# ゲルマネン
ゲルマネン（英: Germanene）とは、グラフェンの炭素原子をゲルマニウム元素で置き換えたハチの巣格子状に結晶を組んだグラフェン状物質のことである。2014年に、ゲルマニウムのハニカム構造であるゲルマネンが実験的に合成された。近年、偏析法により容易にゲルマネンが作製可能であることがわかり注目されている。
ゲルマネンは隣り合うゲルマニウム原子同士がシートと垂直方向にずれたバックル構造をもつ。ゲルマネンは、グラフェンを構成する炭素よりもスピン軌道相互作用が大きいゲルマニウム原子で構成されるため、比較的大きなスピン軌道ギャップ(約24 meV)をもつと理論予測されている。このため、ゲルマネンはグラフェンよりも豊かな物性をもつと期待される。実際、ゲルマネンは、最近、大きな関心を集めているトポロジカル絶縁体を実現する物質の有力候補である。